# 百里酚
百里酚（英語：Thymol）即麝香草酚为一个单萜，是对异丙基甲苯（对伞花烃）的酚衍生物。其分子式为C10H14O，与香芹酚是同分异构体，由于被发现于百里香中而得名。萃取得到的百里酚是白色结晶固体，有令人愉快的芳香气味。百里酚為半透明結晶，有特殊氣味；微有鹼味，能隨水蒸氣揮發，25℃時，1g溶於1ml乙醇、1.5ml乙醚、0.7ml氯仿、1.7ml橄欖油、約1000ml水中，溶於冰乙酸和鹼溶液。

## 合成
可以由間甲酚與丙烯反應而製備：
C7H8O + C3H6 ⇌ C10H14O

## 用途
百里酚是很强的防腐剂，用于控制蜜蜂上的瓦螨数量、书籍装订。
百里酚也可以添加至三氟氯溴乙烷或牙痛用的消肿止痛碇中作为穩定剂。
百里酚也是香烟中599种添加剂之一(1994)，被用作增味剂。